# Molino de Escartín
Molino de Escartín (aragonesisch O Molín d'Escartín) ist ein spanischer Ort in der Provinz Huesca der Autonomen Gemeinschaft Aragonien. Molino de Escartín, im Pyrenäenvorland liegend, gehört zur Gemeinde Sabiñánigo. Der Ort hat seit Jahren keine Einwohner mehr.

## Geographie
Der Ort, im Tal des Río Guarga, liegt etwa 18 Kilometer (Luftlinie) südöstlich von Sabiñánigo, er ist über die N330 und danach über die Landstraße A1604 zu erreichen. 